# Cantois
Cantois era una comuna francesa que estaba situada en el departamento de Gironda, de la región de Nueva Aquitania, que el 1 de enero de 2019 pasó a formar parte de la comuna nueva de Porte-de-Benauge.

## Demografía
| Gráfica de evolución demográfica de Cantois entre 1800 y 2016 |
|                                                               |

Los datos demográficos contemplados en este gráfico de la comuna de Cantois se han cogido de 1800 a 1999 de la página francesa EHESS/Cassini, y los demás datos de la página del INSEE.

## Patrimonio
En la comuna se produce vino de Burdeos en la AOC Bordeaux Haut-Benauge.[cita requerida]